# POSIX parancsok listája
Ez a POSIX (Portable Operating System Interface) shell parancsok listája, amelyet az IEEE Std 1003.1-2024 szabvány határoz meg, amely az Egységes UNIX specifikáció (SUS) része. Ezeket a parancsokat általában Unix és Unix-szerű shellekben implementálják, és sok elérhető más operációs rendszerek shelljeiben is.
Ez nem egy átfogó lista a történelmi Unix és Unix-szerű shell parancsokról, mivel kizárja azokat a parancsokat, amelyeket a fent említett szabvány nem határoz meg.

## Lista
| Név        | Kategória              | Állapot (opciókód)               | Leírás | Első megjelenés                                                                              |
| ---------- | ---------------------- | -------------------------------- | --- | -------------------------------------------------------------------------------------------- |
| admin      | SCCS                   | Választható (XSI)                | SCCS fájlok létrehozása és adminisztrálása                                                                       | PWB UNIX                                                                                     |
| alias      | Egyéb                  | Kötelező                         | Aliasok definiálása vagy megjelenítése                                                                           |                                                                                              |
| ar         | Egyéb                  | Kötelező                         | Könyvtári archívumok létrehozása és karbantartása                                                                | Version 1 AT&T UNIX                                                                          |
| asa        | Szövegfeldolgozás      | Választható (FR)                 | Interpret Kocsivezérlő karakterek értelmezése                                                                    | System V                                                                                     |
| at         | Folyamatmenedzsment    | Kötelező                         | Parancsok végrehajtása később                                                                                    | Version 7 AT&T UNIX                                                                          |
| awk        | Szövegfeldolgozás      | Kötelező                         | Mintaolvasó és -feldolgozó nyelv                                                                                 | Version 7 AT&T UNIX                                                                          |
| basename   | Fájlrendszer           | Kötelező                         | Egy elérési út nem könyvtár részét adja vissza; lásd még: dirname                                                | Version 7 AT&T UNIX                                                                          |
| batch      | Folyamatmenedzsment    | Kötelező                         | Parancsok ütemezése kötegelt végrehajtásra sorban                                                                |                                                                                              |
| bc         | Egyéb                  | Kötelező                         | Tetszőleges pontosságú aritmetikai nyelv                                                                         | Version 6 AT&T UNIX                                                                          |
| bg         | Folyamatmenedzsment    | Választható (UP)                 | Feladatok futtatása a háttérben                                                                                  |                                                                                              |
| cc/c17     | C programozás          | Választható (CD)                 | Szabványos C programok fordítása                                                                                 | IEEE Std 1003.1-2024                                                                         |
| cal        | Egyéb                  | Választható (XSI)                | Naptár | Version 5 AT&T UNIX                                                                          |
| cat        | Fájlrendszer           | Kötelező                         | Fájlok összefűzése és kiírása a szabványos kimenetre                                                             | PDP-7 UNIX                                                                                   |
| cd         | Fájlrendszer           | Kötelező                         | Munkakönyvtár váltása                                                                                            | Version 6 AT&T UNIX                                                                          |
| cflow      | C programozás          | Választható (XSI)                | C nyelvű hívásgráf generálása                                                                                    | System V                                                                                     |
| chgrp      | Fájlrendszer           | Kötelező                         | Fájlcsoport tulajdonosának módosítása                                                                            | PWB UNIX                                                                                     |
| chmod      | Fájlrendszer           | Kötelező                         | Fájl mód/attribútum/jogosultságok módosítása                                                                     | PDP-7 UNIX                                                                                   |
| chown      | Fájlrendszer           | Kötelező                         | Fájl tulajdonosának módosítása                                                                                   | PDP-7 UNIX                                                                                   |
| cksum      | Fájlrendszer           | Kötelező                         | Fájl ellenőrzőösszegek és méretek írása                                                                          | 4.4BSD                                                                                       |
| cmp        | Fájlrendszer           | Kötelező                         | Két fájl összehasonlítása; lásd még: diff                                                                        | Version 1 AT&T UNIX                                                                          |
| comm       | Szövegfeldolgozás      | Kötelező                         | Két fájlban közös sorok kijelölése vagy elutasítása                                                              | Version 4 AT&T UNIX                                                                          |
| command    | Héjprogramozás         | Kötelező                         | Hajtson végre egy egyszerű parancsot                                                                             |                                                                                              |
| compress   | Fájlrendszer           | Választható (XSI)                | Adatok tömörítése                                                                                                | 4.3BSD                                                                                       |
| cp         | Fájlrendszer           | Kötelező                         | Fájlok másolása                                                                                                  | PDP-7 UNIX                                                                                   |
| crontab    | Egyéb                  | Kötelező                         | Időszakos háttérmunka ütemezése                                                                                  | System V                                                                                     |
| csplit     | Szövegfeldolgozás      | Kötelező                         | Fájlok feldarabolása kontextus alapján                                                                           | PWB UNIX                                                                                     |
| ctags      | C programozás          | Választható (SD)                 | Címkefájl létrehozása                                                                                            | 3BSD                                                                                         |
| cut        | Szövegfeldolgozás      | Kötelező                         | Fájl kiválasztott részeinek kiírása a szabványos kimenetre                                                       | System III                                                                                   |
| cxref      | C programozás          | Választható (XSI)                | C nyelvű program kereszthivatkozási táblázat létrehozása                                                         | System V                                                                                     |
| date       | Egyéb                  | Kötelező                         | Beállítja vagy megjeleníti a dátumot és az időt                                                                  | Version 1 AT&T UNIX                                                                          |
| dd         | Fájlrendszer           | Kötelező                         | Fájl konvertálása és másolása                                                                                    | Version 5 AT&T UNIX                                                                          |
| delta      | SCCS                   | Választható (XSI)                | Delta (módosítás) végrehajtása egy SCCS fájlban                                                                  | PWB UNIX                                                                                     |
| df         | Fájlrendszer           | Kötelező                         | Jelentés a szabad lemezterületről                                                                                | Version 1 AT&T UNIX                                                                          |
| diff       | Szövegfeldolgozás      | Kötelező                         | Két fájl összehasonlítása; lásd még: cmp                                                                         | Version 5 AT&T UNIX                                                                          |
| dirname    | Fájlrendszer           | Kötelező                         | Visszaadja az elérési út könyvtár részét; lásd még: basename                                                     | System III                                                                                   |
| du         | Fájlrendszer           | Kötelező                         | Lemezterület-felhasználás becslése                                                                               | Version 1 AT&T UNIX                                                                          |
| echo       | Héjprogramozás         | Kötelező                         | Argumentumok írása a szabványos kimenetre                                                                        | Version 2 AT&T UNIX                                                                          |
| ed         | Szövegfeldolgozás      | Kötelező                         | A sztenderd szövegszerkesztő                                                                                     | PDP-7 UNIX                                                                                   |
| env        | Egyéb                  | Kötelező                         | Parancshívás környezetének beállítása                                                                            | System III                                                                                   |
| ex         | Szövegfeldolgozás      | Választható (UP)                 | Szövegszerkesztő                                                                                                 | 1BSD                                                                                         |
| expand     | Szövegfeldolgozás      | Kötelező                         | Tabulátorok konvertálása szóközökké                                                                              | 3BSD                                                                                         |
| expr       | Héjprogramozás         | Kötelező                         | Argumentumok kiértékelése kifejezésként                                                                          | Version 7 AT&T UNIX                                                                          |
| false      | Héjprogramozás         | Kötelező                         | Hamis értéket ad vissza                                                                                          | Version 7 AT&T UNIX                                                                          |
| fc         | Egyéb                  | Választható (UP)                 | A parancselőzmények listájának feldolgozása                                                                      |                                                                                              |
| fg         | Folyamatmenedzsment    | Választható (UP)                 | Feladatok futtatása az előtérben                                                                                 |                                                                                              |
| file       | Fájlrendszer           | Kötelező                         | Fájltípus meghatározása                                                                                          | Version 4 AT&T UNIX                                                                          |
| find       | Fájlrendszer           | Kötelező                         | Fájlok keresése                                                                                                  | Version 1 AT&T UNIX                                                                          |
| fold       | Szövegfeldolgozás      | Kötelező                         | Szabványos bemenet sorainak tördelése és szabványos kimenetre írása                                              | 1BSD                                                                                         |
| fuser      | Folyamatmenedzsment    | Választható (XSI)                | Listázza az összes olyan folyamat azonosítóját, amelynek egy vagy több fájlja meg van nyitva                     | System V                                                                                     |
| gencat     | Egyéb                  | Kötelező                         | Formázott üzenetkatalógus létrehozása                                                                            |                                                                                              |
| get        | SCCS                   | Választható (XSI)                | SCCS fájl verziójának lekérése                                                                                   | PWB UNIX                                                                                     |
| getconf    | Egyéb                  | Kötelező                         | Konfigurációs értékek lekérése                                                                                   |                                                                                              |
| getopts    | Héjprogramozás         | Kötelező                         | Elemző segédprogram beállításai                                                                                  |                                                                                              |
| gettext    | Egyéb                  | Kötelező                         | Szöveges karakterlánc lekérése az üzenetek objektumból                                                           |                                                                                              |
| grep       | Egyéb                  | Kötelező                         | Szöveg keresése mintára                                                                                          | Version 4 AT&T UNIX                                                                          |
| hash       | Egyéb                  | Kötelező                         | Programok helyének megjegyzése vagy megjelenítése                                                                |                                                                                              |
| head       | Szövegfeldolgozás      | Kötelező                         | A fájlok első részének másolása                                                                                  | PWB UNIX                                                                                     |
| iconv      | Szövegfeldolgozás      | Kötelező                         | Kódkészlet-konverzió                                                                                             | HP-UX                                                                                        |
| id         | Egyéb                  | Kötelező                         | Felhasználó azonosító visszaadása                                                                                | System V                                                                                     |
| ipcrm      | Egyéb                  | Választható (XSI)                | Üzenetsor, szemaforkészlet vagy megosztott memóriaszegmens-azonosító eltávolítása                                | System V                                                                                     |
| ipcs       | Egyéb                  | Választható (XSI)                | Jelentés a folyamatok közötti kommunikációs létesítmények állapotáról                                            | System V                                                                                     |
| jobs       | Folyamatmenedzsment    | Választható (UP)                 | A jelenlegi munkamenetben lévő feladatok állapotának megjelenítése                                               |                                                                                              |
| join       | Szövegfeldolgozás      | Kötelező                         | Két rendezett szövegfájlt egyesít egy közös mező jelenléte alapján                                               | Version 7 AT&T UNIX                                                                          |
| kill       | Folyamatmenedzsment    | Kötelező                         | Folyamatok leállítása vagy jelzése                                                                               | Version 4 AT&T UNIX                                                                          |
| lex        | C programozás          | Választható (CD)                 | Programok generálása lexikai feladatokhoz                                                                        | Version 7 AT&T UNIX                                                                          |
| link       | Fájlrendszer           | Választható (XSI)                | Fix hivatkozás létrehozása egy fájlra                                                                            | Version 1 AT&T UNIX                                                                          |
| ln         | Fájlrendszer           | Kötelező                         | Link (hard link vagy szimbolikus link) létrehozása egy fájlhoz                                                   | Version 1 AT&T UNIX                                                                          |
| locale     | Egyéb                  | Kötelező                         | Hely-specifikus információk                                                                                      |                                                                                              |
| localedef  | Egyéb                  | Kötelező                         | Helyi környezet meghatározása                                                                                    |                                                                                              |
| logger     | Héjprogramozás         | Kötelező                         | Üzenetek rögzítése a rendszernaplóban                                                                            | 4.3BSD                                                                                       |
| logname    | Egyéb                  | Kötelező                         | A felhasználó bejelentkezési nevének visszaadása                                                                 | 4.4BSD                                                                                       |
| lp         | Szövegfeldolgozás      | Kötelező                         | Fájlok küldése nyomtatóra                                                                                        | System V                                                                                     |
| ls         | Fájlrendszer           | Kötelező                         | Könyvtár tartalmának listázása                                                                                   | Version 1 AT&T UNIX                                                                          |
| m4         | Egyéb                  | Kötelező                         | Makroprocesszor                                                                                                  | PWB UNIX                                                                                     |
| mailx      | Egyéb                  | Kötelező                         | Folyamatüzenetek                                                                                                 | Version 1 AT&T UNIX                                                                          |
| make       | Programozás            | Választható (SD)                 | Programcsoportok karbantartása, frissítése és újragenerálása                                                     | PWB UNIX                                                                                     |
| man        | Egyéb                  | Kötelező                         | Rendszerdokumentáció megjelenítése                                                                               | Version 2 AT&T UNIX                                                                          |
| mesg       | Egyéb                  | Kötelező                         | Üzenetek engedélyezése vagy tiltása                                                                              | Version 1 AT&T UNIX                                                                          |
| mkdir      | Fájlrendszer           | Kötelező                         | Könyvtárak létrehozása                                                                                           | Version 1 AT&T UNIX                                                                          |
| mkfifo     | Fájlrendszer           | Kötelező                         | FIFO speciális fájlok létrehozása                                                                                | 4.4BSD                                                                                       |
| more       | Szövegfeldolgozás      | Választható (UP)                 | Fájlok megjelenítése oldalanként                                                                                 | 3BSD                                                                                         |
| msgfmt     | Egyéb                  | Kötelező                         | Üzenetobjektumok létrehozása üzenetobjektumfájlokból                                                             |                                                                                              |
| mv         | Fájlrendszer           | Kötelező                         | Fájlok áthelyezése vagy átnevezése                                                                               | Version 1 AT&T UNIX                                                                          |
| newgrp     | Egyéb                  | Kötelező                         | Váltás új csoportra                                                                                              | Version 6 AT&T UNIX                                                                          |
| ngettext   | Egyéb                  | Kötelező                         | Azon szöveges üzenet natív nyelvi fordításának megjelenítése, amelyek nyelvtani alakja egy számtól függ          |                                                                                              |
| nice       | Folyamatmenedzsment    | Kötelező                         | Indítandó folyamat prioritásának megadás                                                                         | Version 4 AT&T UNIX                                                                          |
| nl         | Szövegfeldolgozás      | Választható (XSI)                | Sorszámozó szűrő                                                                                                 | System III                                                                                   |
| nm         | C programozás          | Választható Választható(SD, XSI) | Kiírja egy objektumfájl névlistáját                                                                              | Version 1 AT&T UNIX                                                                          |
| nohup      | Folyamatmenedzsment    | Kötelező                         | Lefagyásokra immunis segédprogram meghívása                                                                      | Version 4 AT&T UNIX                                                                          |
| od         | Egyéb                  | Kötelező                         | Fájlok kiírása különböző formátumokban                                                                           | Version 1 AT&T UNIX                                                                          |
| paste      | Szövegfeldolgozás      | Kötelező                         | Fájl megfelelő soraiból álló sorok kiírása a szabványos kimenetre, tabokkal elválasztva                          | Version 32V AT&T UNIX                                                                        |
| patch      | Szövegfeldolgozás      | Kötelező                         | Változtatások alkalmazása a fájlokra                                                                             | 4.3BSD                                                                                       |
| pathchk    | Fájlrendszer           | Kötelező                         | Elérési utak ellenőrzése                                                                                         |                                                                                              |
| pax        | Egyéb                  | Kötelező                         | Hordozható archívumcsere                                                                                         | 4.4BSD                                                                                       |
| pr         | Szövegfeldolgozás      | Kötelező                         | Fájlok oldalakra tördelése vagy oszlopokba rendezése nyomtatáshoz                                                | Version 1 AT&T UNIX                                                                          |
| printf     | Héjprogramozás         | Kötelező                         | Formázott kimenet írása                                                                                          | 4.3BSD-Reno                                                                                  |
| prs        | SCCS                   | Választható (XSI)                | SCCS fájl kiírása                                                                                                | PWB UNIX                                                                                     |
| ps         | Folyamatmenedzsment    | Kötelező                         | Információkat jelenít meg az aktív folyamatok egy kiválasztott részéről                                          | Version 4 AT&T UNIX                                                                          |
| pwd        | Fájlrendszer           | Kötelező                         | Munkakönyvtár megjelenítése                                                                                      | Version 5 AT&T UNIX                                                                          |
| read       | Héjprogramozás         | Kötelező                         | Olvasson be egy sort a standard bemenetről                                                                       |                                                                                              |
| readlink   | Fájlrendszer           | Kötelező                         | Szimbolikus hivatkozás céljának kinyomtatása                                                                     |                                                                                              |
| realpath   | Fájlrendszer           | Kötelező                         | Szimbolikus hivatkozás feloldása                                                                                 |                                                                                              |
| renice     | Folyamatmenedzsment    | Kötelező                         | Nice értékek beállítása a futó folyamatokhoz                                                                     | 4BSD                                                                                         |
| rm         | Fájlrendszer           | Kötelező                         | Könyvtárbejegyzések eltávolítása                                                                                 | Version 1 AT&T UNIX                                                                          |
| rmdel      | SCCS                   | Választható (XSI)                | Delta eltávolítása egy SCCS fájlból                                                                              | PWB UNIX                                                                                     |
| rmdir      | Fájlrendszer           | Kötelező                         | Könyvtár törlése, ha üres                                                                                        | Version 1 AT&T UNIX                                                                          |
| sact       | SCCS                   | Választható (XSI)                | Aktuális SCCS fájlszerkesztési tevékenység kiírása                                                               | System III                                                                                   |
| sccs       | SCCS                   | Választható (XSI)                | Az SCCS alrendszer felhasználói felülete                                                                         | 4.3BSD                                                                                       |
| sed        | Szövegfeldolgozás      | Kötelező                         | Stream editor | Version 7 AT&T UNIX                                                                          |
| sh         | Héjprogramozás         | Kötelező                         | Shell, a szabványos parancsnyelvi értelmező                                                                      | Version 7 AT&T UNIX (in earlier versions, sh was either the Thompson shell or the PWB shell) |
| sleep      | Héjprogramozás         | Kötelező                         | Végrehajtás felfüggesztése egy időre                                                                             | Version 4 AT&T UNIX                                                                          |
| sort       | Szövegfeldolgozás      | Kötelező                         | Szövegfájlok rendezése, egyesítése vagy sorrendjének ellenőrzése                                                 | Version 1 AT&T UNIX                                                                          |
| split      | Egyéb                  | Kötelező                         | Fájlok darabokra osztása                                                                                         | Version 3 AT&T UNIX                                                                          |
| strings    | C programozás          | Kötelező                         | Nyomtatható karakterláncok keresése fájlokban                                                                    | 2BSD                                                                                         |
| strip      | C programozás          | Választható (SD)                 | Felesleges információ eltávolítása futtatható fájlokból                                                          | Version 1 AT&T UNIX                                                                          |
| stty       | Egyéb                  | Kötelező                         | Terminál beállításainak megadása                                                                                 | Version 2 AT&T UNIX                                                                          |
| tabs       | Egyéb                  | Kötelező                         | Terminál tabulátorok beállítása                                                                                  | PWB UNIX                                                                                     |
| tail       | Szövegfeldolgozás      | Kötelező                         | Fájl utolsó részének másolása                                                                                    | PWB UNIX                                                                                     |
| talk       | Egyéb                  | Választható (UP)                 | Beszélgetés egy másik felhasználóval                                                                             | 4.2BSD                                                                                       |
| tee        | Héjprogramozás         | Kötelező                         | A standard kimenet megkettőzése                                                                                  | Version 5 AT&T UNIX                                                                          |
| test       | Héjprogramozás         | Kötelező                         | [[expression\|Kifejezés kiértékelése                                                                             | Version 7 AT&T UNIX                                                                          |
| time       | Folyamatmenedzsment    | Kötelező                         | Az aktuális shell vagy a kijelölt folyamat által felhasznált eltelt idő, rendszeridő és kernel-idő megjelenítése | Version 3 AT&T UNIX                                                                          |
| timeout    | Folyamatmenedzsment    | Kötelező                         | Parancs futtatása időkorláttal                                                                                   | Version 3 AT&T UNIX                                                                          |
| touch      | Fájlrendszer           | Kötelező                         | Fájlhozzáférés és módosítási idők változtatása                                                                   | Version 7 AT&T UNIX                                                                          |
| tput       | Egyéb                  | Kötelező                         | Terminál jellemzőinek módosítása                                                                                 | System V                                                                                     |
| tr         | Szövegfeldolgozás      | Kötelező                         | Karakterek átfordítása                                                                                           | Version 4 AT&T UNIX                                                                          |
| true       | Héjprogramozás         | Kötelező                         | Igaz értéket ad vissza                                                                                           | Version 7 AT&T UNIX                                                                          |
| tsort      | Szövegfeldolgozás      | Kötelező                         | Topológiai rendezés                                                                                              | Version 7 AT&T UNIX                                                                          |
| tty        | Egyéb                  | Kötelező                         | Felhasználói terminál nevének kiírása                                                                            | Version 1 AT&T UNIX                                                                          |
| type       | Egyéb                  | Választható (XSI)                | Megjeleníti, hogyan értelmeződne egy név parancsként használva                                                   |                                                                                              |
| ulimit     | Egyéb                  | Választható (XSI)                | Fájlméretkorlát beállítása vagy kiírása                                                                          |                                                                                              |
| umask      | Egyéb                  | Kötelező                         | Fájlmód létrehozási maszk beolvasása vagy beállítása                                                             | System III                                                                                   |
| unalias    | Egyéb                  | Kötelező                         | Alias-definíciók eltávolítása                                                                                    |                                                                                              |
| uname      | Egyéb                  | Kötelező                         | Kiírja a rendszer nevét                                                                                          | PWB UNIX                                                                                     |
| uncompress | Egyéb                  | Választható (XSI)                | Tömörített adatok kibontása                                                                                      | 4.3BSD                                                                                       |
| unexpand   | Szövegfeldolgozás      | Kötelező                         | Szóközök tabulátorokká alakítása                                                                                 | 3BSD                                                                                         |
| unget      | SCCS                   | Választható (XSI)                | SCCS fájl korábbi lekérésének visszavonása                                                                       | System III                                                                                   |
| uniq       | Szövegfeldolgozás      | Kötelező                         | Fájl ismétlődő sorainak kiírása vagy szűrése                                                                     | Version 3 AT&T UNIX                                                                          |
| unlink     | Fájlrendszer           | Választható (XSI)                | Az unlink függvény meghívása                                                                                     | Version 1 AT&T UNIX                                                                          |
| uucp       | Hálózat                | Választható (UU)                 | Rendszerről rendszerre másolás                                                                                   | Version 7 AT&T UNIX                                                                          |
| uudecode   | Hálózat                | Kötelező                         | Bináris fájl dekódolása                                                                                          | 4BSD                                                                                         |
| uuencode   | Hálózat                | Kötelező                         | Bináris fájl kódolása                                                                                            | 4BSD                                                                                         |
| uustat     | Hálózat                | Választható (UU)                 | uucp állapot lekérdezés és feladatvezérlés                                                                       | System III                                                                                   |
| uux        | Folyamatmenedzsment    | Választható (UU)                 | Távoli parancsvégrehajtás                                                                                        | Version 7 AT&T UNIX                                                                          |
| val        | SCCS                   | Választható (XSI)                | SCCS fájlok hitelesítése                                                                                         | System III                                                                                   |
| vi         | Szövegfeldolgozás      | Választható (UP)                 | Képernyőorientált (vizuális) szerkesztő                                                                          | 1BSD                                                                                         |
| wait       | Folyamatmenedzsment    | Kötelező                         | Várja meg a folyamat befejezését                                                                                 | Version 4 AT&T UNIX                                                                          |
| wc         | Szövegfeldolgozás      | Kötelező                         | Sor-, szó- és bájt- vagy karakterszám                                                                            | Version 1 AT&T UNIX                                                                          |
| what       | SCCS                   | Választható (XSI)                | SCCS fájlok azonosítása                                                                                          | PWB UNIX                                                                                     |
| who        | Rendszeradminisztráció | Választható (XSI)                | A rendszeren lévők megjelenítése                                                                                 | Version 1 AT&T UNIX                                                                          |
| write      | Egyéb                  | Kötelező                         | Írás egy másik felhasználó termináljára                                                                          | Version 1 AT&T UNIX                                                                          |
| xargs      | Héjprogramozás         | Kötelező                         | Argumentumlisták létrehozása és segédprogram meghívása                                                           | PWB UNIX                                                                                     |
| xgettext   | C programozás          | Választható (CD)                 | gettext hívások kinyerése C forráskód karakterláncokból                                                          | IEEE Std 1003.1-2024                                                                         |
| yacc       | C programozás          | Választható (CD)                 | Yet another compiler compiler                                                                                    | PWB UNIX                                                                                     |
| zcat       | Szövegfeldolgozás      | Választható (XSI)                | Adatok kibontása és összefűzése                                                                                  | 4.3BSD                                                                                       |

## Fordítás
- Ez a szócikk részben vagy egészben  a   List of POSIX commands című angol Wikipédia-szócikk fordításán alapul.  Az eredeti cikk szerkesztőit annak laptörténete sorolja fel. Ez a jelzés csupán a megfogalmazás eredetét és a szerzői jogokat jelzi, nem szolgál a cikkben szereplő információk forrásmegjelöléseként.